# James DeGale
James Degale (Londen, 3 februari 1986) is een Brits bokser. Hij vecht in de supermiddengewichtklasse. Hij werd in 2008 Olympisch kampioen in het middengewicht. Hij was IBF supermiddengewicht titelhouder.

## Amateurcarrière
James Degale begon op zijn tiende met boksen. In 2006 won hij brons op de Commonwealth Games. In 2008 won hij de gouden medaille in het middengewicht op de Olympische Spelen in Peking.
Een jaar later maakte hij de overstap naar de profs.

## Profcarrière
Op 28 februari maakte James Degale zijn profdebuut. Hij versloeg de Georgiër Vepkhia Tchilaia op punten. In zijn zevende gevecht won hij zijn eerste titel. Hij versloeg de Engelsman Sam Horton op technisch knock-out in de vijfde ronde en won hierbij de WBA International supermiddengewichttitel. Hierna won hij ook nog Britse, Europese en de WBC Silver supermiddengewichttitel. 
Op 21 mei 2011 leed Degale zijn eerste nederlaag als prof. Hij verloor op punten van de Engelsman George Groves. Op 1 maart 2014 versloeg hij de Nederlander Gevorg Khatchikian op technisch knockout in de elfde ronde.

## Wereldtitel
Op 23 mei 2015 won James Degale zijn eerste wereldtitel. Hij versloeg de Amerikaan Andre Dirrell op punten en won de IBF supermiddengewicht titel. Deze titel heeft hij reeds tweemaal met succes verdedigt.

## Persoonlijk
James Degale heeft een vader uit Grenada en een Britse moeder. Hij is een grote fan van Arsenal.